# Kanton Dreux-Ouest
Der Kanton Dreux-Ouest war von 1982 bis 2015 ein französischer Wahlkreis im Arrondissement Dreux, im Département Eure-et-Loir und in der Region Centre-Val de Loire; sein Hauptort war Dreux. Sein Vertreter im Conseil Régional für die Jahre 2008 bis 2015 war Jacques Lemare. 
Der Kanton umfasste acht Gemeinden und einen Teil der Stadt Dreux.

## Gemeinden
| Gemeinde               | Einwohner Jahr | Fläche km² | Bevölkerungsdichte | Postleitzahl | Code INSEE |
| ---------------------- | -------------- | ---------- | ------------------ | ------------ | ---------- |
| Allainville            | 139 (2013)     | –          | – Einw./km²        | 28500        | 28003      |
| Boissy-en-Drouais      | 204 (2013)     | –          | – Einw./km²        | 28500        | 28045      |
| Crécy-Couvé            | 255 (2013)     | –          | – Einw./km²        | 28500        | 28117      |
| Dreux                  | 31373 (2013)   | –          | – Einw./km²        | 28100        | 28134      |
| Garancières-en-Drouais | 283 (2013)     | –          | – Einw./km²        | 28500        | 28170      |
| Louvilliers-en-Drouais | 204 (2013)     | –          | – Einw./km²        | 28500        | 28216      |
| Montreuil              | 494 (2013)     | –          | – Einw./km²        | 28500        | 28267      |
| Saulnières             | 647 (2013)     | –          | – Einw./km²        | 28500        | 28369      |
| Vert-en-Drouais        | 1177 (2013)    | –          | – Einw./km²        | 28500        | 28405      |